# Le Mangeur d’âmes
Pour plus de détails, voir Fiche technique et Distribution.
Le Mangeur d’âmes est un film français réalisé par Alexandre Bustillo et Julien Maury, sorti en 2024. Il s'agit de l'adaptation du roman éponyme d'Alexis Laipsker, publié aux Éditions Michel Lafon.
Il est présenté en avant-première mondial, en section « Harbour » au Festival international du film de Rotterdam en 2024.

## Synopsis
Commandante de police venue de la ville, Élisabeth Guardiano se rend dans les Vosges pour tenter d'élucider l'enquête de deux meurtres très violents. Elle va devoir collaborer avec un capitaine de la gendarmerie locale, Franck de Rolan, qui enquête lui-même sur la disparition de plusieurs enfants. Ils vont tous les deux être en butte à l'hostilité des habitants du village.

## Fiche technique
Sauf indication contraire, les informations mentionnées dans cette section peuvent être confirmées par la base de données cinématographiques Unifrance,  présente dans la section « Liens externes ».
- Titre original : Le Mangeur d’âmes
- Réalisation : Alexandre Bustillo et Julien Maury
- Scénario : Annelyse Batrel et Ludovic Lefebvre, d'après le roman Le Mangeur d’âmes d'Alexis Laipsker
- Musique : Raphaël Gesqua
- Décors : Marc Thiébault
- Costumes : Alice Eyssartier
- Photographie : Simon Roca
- Son : Nicolas Mas
- Montage : Baxter
- Production : Pierre-Marcel Blanchot et Fabrice Lambot
- Coproduction : David Layani et Léo Maidenberg (Place du Marché Productions) ; Cédric Iland et Bastien Sirodot (Umedia)
- Sociétés de production : Phase 4 Productions, en coproduction avec Place du Marché Productions, Star Invest Films Production (France) et Umedia (Belgique)
- Société de distribution : Star Invest Films France
- Budget : 3,5 millions €[2]
- Pays de production :  France
- Langue originale : français
- Format : couleur — 2,35:1 – son 5.1
- Genre : thriller horrifique, policier
- Durée : 110 minutes
- Dates de sortie :
  - Pays-Bas : 26 janvier 2024 (Festival international du film de Rotterdam)
  - France : 24 avril 2024
  - Suisse romande : 7 avril 2024 (Festival International du Film Fantastique de Neuchâtel)
- Classification :
  - France : interdit aux moins de 12 ans avec avertissement

## Distribution
- Virginie Ledoyen : Élisabeth Guardiano, commandante
- Paul Hamy : Franck de Rolan, capitaine de gendarmerie
- Francis Renaud : le brigadier-chef Marcelin
- Malik Zidi : Fabrice Gonnet
- Sandrine Bonnaire : Dr Carole Marbas
- Chloé Coulloud : Valentine Schwarz
- Cameron Bain : Evan Vasseur
- Lya Lessert : Jeanne Maublanc
- Christophe Favre : Henri Maublanc, le père de Jeanne
- Karine Bouré-Kosc : Maryse Maublanc, la mère de Jeanne
- Jeremy Margallé : M. Vasseur, le père d'Evan
- Audrey Golay : Mme Vasseur, la mère d'Evan
- Manu Lanzi : le motard
- Wendy Grenier : Nina, la voisine des Vasseur
- Emmanuel Bonami : Arnaud, le voisin des Vasseur
- Elisabeth Duda : Pascale Minot
- Antoine Levannier : Benjamin Cortes
- Stéphane Dausse : le prêtre

## Production

### Genèse et développement
Fin mars 2023, Le Film français dévoile que Virginie Ledoyen et Paul Hamy démarrent le tournage du film intitulé Le Mangeur d'âmes de Julien Maury et Alexandre Bustillo, adapté du roman du même titre signé Alexis Laipsker, produit par les sociétés Phase 4 Productions et Place du Marché Productions.
Fabrice Lambot, qui avait produit leur film Aux yeux des vivants (2014) de Julien Maury et Alexandre Bustillo, leur a proposé d'adapter le roman Le Mangeur d'âmes d'Alexis Laipsker : « Son écriture, proche d’autres auteurs contemporains comme Maxime Chattam, Jean-Christophe Grangé ou Olivier Norek, nous a emballé : c’est un parfait page-turner, avec des chapitres courts se terminant sur des cliffhangers. ». Occupés par leur film The Deep House et par l'écriture d’un autre scénario, les deux cinéastes ne peuvent pas écrire eux-mêmes l'adaptation. Le scénario est donc écrit par Annelyse Batrel et Ludovic Lefebvre. Julien Maury explique : « Nous avons travaillé avec eux, jusqu’à faire des repérages dans les Vosges pour compléter le scénario pour aboutir à une version qui se rapprochait de notre univers. ». Ils ont par ailleurs procédé à quelques modifications par rapport au roman d'origine notamment sur le personnage du docteur Carole Marbas, qui est un homme dans le roman. De plus, dans le roman, le duo de policiers était constitué d'un vieux policier rustre travaillant avec une jeune recrue de la gendarmerie.
Les cinéastes expliquent avoir voulu faire un film de genre teinté de culture française : « Nous voulons explorer nos légendes, nos croyances et ce qui les nourrit. À chaque film, on tente d’explorer un genre ou un sous-genre que l’on n’a pas encore fréquenté. Ainsi, faire un thriller nous a tout de suite parlé, puisqu’on n’en avait encore jamais fait. Le contexte géographique a aussi été un appel : on adore les Vosges et on a toujours voulu filmer des paysages montagneux, faire un film où la nature est partie prenante. » Ils citent par ailleurs comme influence Les Rivières pourpres : « Aujourd’hui c’est un film un peu oublié, mais qui correspondait à nos envies de spectateurs : une enquête « à l’américaine », un complot mais dans un cadre justement très français. »

### Attribution des rôles
Julien Maury et Alexandre Bustillo voulaient travailler avec Virginie Ledoyen, qui avait déjà tourné le film d'horreur Saint Ange de Pascal Laugier et montrait un intérêt à tourner ce genre de films, de même qu'ils ont engagé Paul Hamy, après l'avoir vu dans Furie (2019) d'Olivier Abbou.

### Tournage

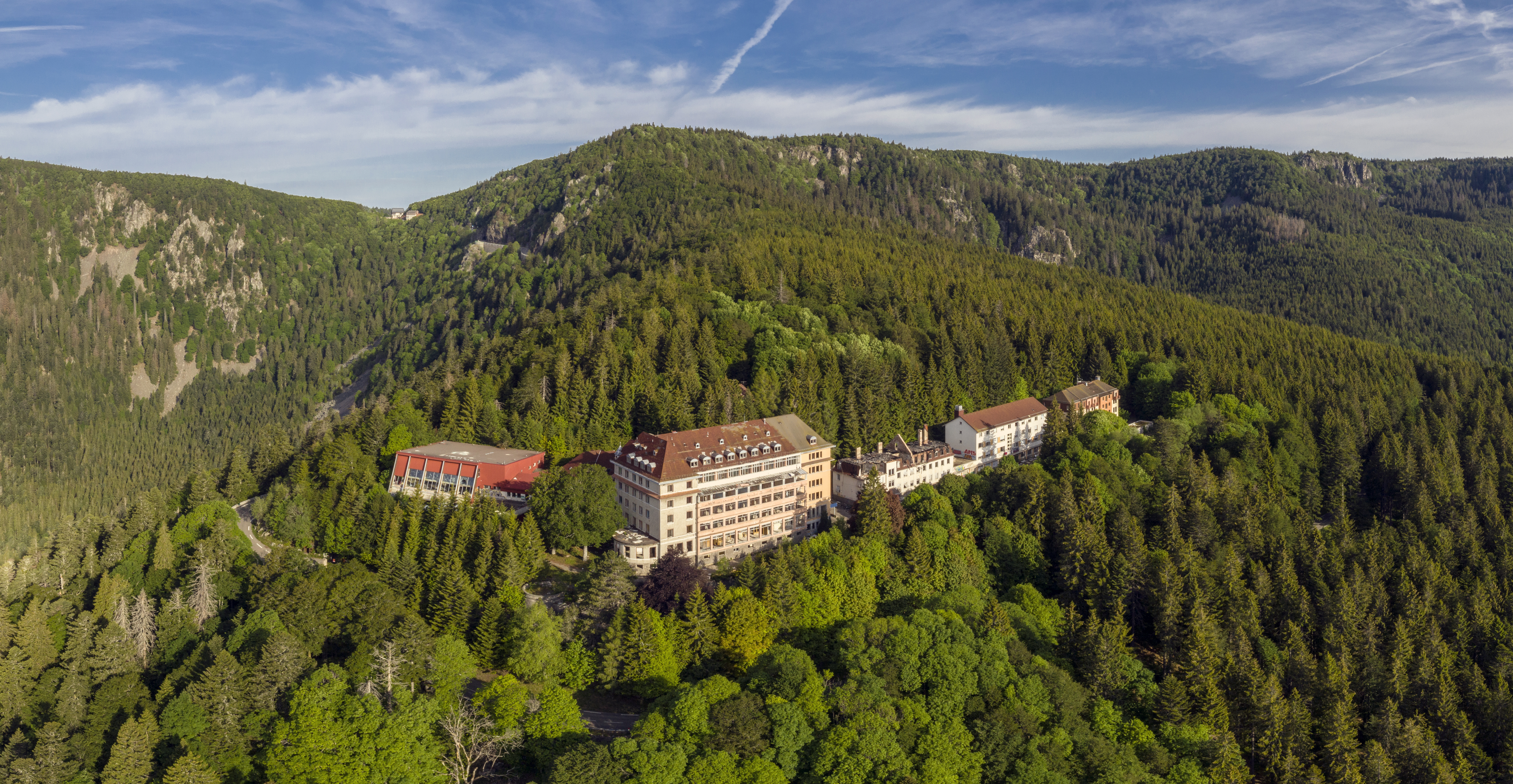
L'ancien hôtel Altenberg, devenu un sanatorium abandonné, sur le col de la Schlucht, à Stosswihr.

Le tournage débute en mars 2023, dans les Vosges. Il a lieu à La Bourgonce pour servir de la scierie, Le Val-d'Ajol, Plombières-les-Bains, Saint-Amé pour une maison inhabitée, Senones pour l’ancienne maison de retraite, Gérardmer, Stosswihr pour l'ancien sanatorium de l’Altenberg sur le col de la Schlucht et Remiremont pendant six semaines — soit 30 jours.
La majorité du tournage se déroule en extérieurs. Alexandre Bustillo précise que cela a été une difficulté notamment en raison du budget du film : « C’était un des défis du film : faire oublier la contrainte budgétaire. Si on a évidemment recréé certains lieux, cela a toujours été dans des endroits préexistants. Nous n’avons pas utilisé de studio. ».

## Accueil

### Festivals et sortie
Mi-janvier 2024, Le Mangeur d'âmes est sélectionné en section « Harbour » au Festival international du film de Rotterdam, pour une première projection mondiale ayant lieu le 26 janvier 2024, et « hors compétition » au Festival international du film fantastique de Gérardmer, projeté dans la soirée du 27 janvier 2024.
Le 14 avril 2024, il est projeté au Festival international du film fantastique de Bruxelles dans la section « Compétition européenne »[réf. souhaitée]. Il sort, le 24 avril suivant, dans les salles françaises. Le 7 juillet, il est également projeté au Festival international du film fantastique de Neuchâtel dans la section « Third Kind ».

### Box-office
En France, pour le premier jour de sa sortie, le film accueille 2 206 spectateurs. La première semaine, il compte 18 019 spectateurs et la seconde, 6 013, pour un total cumulé de 24 032 entrées.